# Международный конгресс финно-угроведов
Международный конгресс финно-угроведов (англ. International Congress for Finno-Ugric Studies, латинский: Congressus Internationalis Fenno-Ugristarum; CIFU) — самое крупное научное совещание финно-угроведов разных стран, проводимое каждые пять лет. Первый конгресс был организован в 1960 г. в Будапеште, а юбилейный десятый в столице Марий Эл, в Йошкар-Оле.

## О конгрессе
Международный конгресс финно-угроведов (МКФУ, CIFU) — форум научной общественности финно-угроведения, а в широком смысле уралистики. На совещаниях принимают участие представители учёных кругов как финно-угорских, так и не финно-угорских народов. На первом конгрессе в 1960 г. присутствовало менее ста участников, на десятом в 2005 г. уже около шестисот. В тематике конгрессов ведущее место традиционно занимает лингвистика, но включены и другие разделы финноугроведения (уралистики), как этнография, фольклор, археология, антропология, история, литературоведение, культурология.
Каждый конгресс, как правило, начинается пленарными заседаниями с выступлением ведущих учёных. Работа продолжается в секциях, проводятся симпозиумы, организуются круглые стола. Научная работа сопровождается культурными мероприятиями, концертами, экскурсиями. Тексты докладов, прочитанных на совещаниях, печатаются и издаются в специальной серии МКФУ. Например, тексты докладов 10-го конгресса заполнили шесть томов.

## Органы, организация
Конгрессы проводятся в разных городах, поочерёдно, в странах с финно-угорским населением. Место и научная программа конгрессов определяется Международным комитетом, а организационные (в том числе финансовые) вопросы решаются местным Организационным комитетом очередного конгресса.
Международный комитет конгрессов финноугроведов (МККФУ, ICFUC) — неправительственная и некоммерческая организация, не юридическое лицо. Его основной задачей является обеспечение регулярности, преемственности и высокого научного уровня конгрессов. МККФУ действует в тесном контакте с отдельными национальными комитетами финноугроведов.
Комитет состоит из действительных и почётных членов. Кооптация новых действительных членов осуществляется путём тайного голосования.
Заседание комитета проходит во время работы очередного конгресса. На заседании сроком на пять лет в составе пяти членов избирается Исполнительный комитет, который работает между конгрессами. Один из членов Исполнительного комитета избирается Президентом МККФУ, он же будет Президентом очередного конгресса.

## История

### Создание
Идея создания международного научного форума финно-угроведов возникала уже в 1930-х годах. В 1947 г. в Советском Союзе была организована первая Всесоюзная Конференция Финно-угроведов. В 1955 г. в венгерском городе Сегед, а в 1958 г. в городе Хельсинки состоялись конференции с участием зарубежных финно-угроведов. Международный конгресс по инициативе венгерских и финских учёных, общественных деятелей впервые удалось организовать в 1960 г. Тогда же был создан Международный комитет (МККФУ) в составе десяти членов: Paul Ariste, Péter Hajdú, Erkki Itkonen, György Lakó, Майтинская, Клара Евгеньевна, Gyula Ortutay, Paavo Ravila, Серебренников, Борис Александрович, Wolfgang Steinitz, Kustaa Vilkuna.

### Конгрессы
- 1960, CIFU I. Венгрия, Будапешт.
- 1965, CIFU II. Финляндия, Хельсинки.
- 1970, CIFU III. СССР, Эстонская ССР, Таллин.
- 1975, CIFU IV. Венгрия, Будапешт.
- 1980, CIFU V. Финляндия, Турку.
- 1985, CIFU VI. СССР, Коми АССР, Сыктывкар.
- 1990, CIFU VII. Венгрия, Дебрецен.
- 1995, CIFU VIII. Финляндия, Ювяскюля.
- 2000, CIFU IX. Эстония, Тарту.
- 2005, CIFU X. Россия, Марий Эл, Йошкар-Ола.
- 2010, CIFU XI. Венгрия, Пилишчаба.
- 2015, CIFU XII. Финляндия, Оулу.
- 2022, CIFU XIII. Австрия, Вена.